# Дівоча Гора (заповідне урочище)
Діво́ча Гора́ — заповідне урочище місцевого значення в Україні. Розташоване в межах Здолбунівського району Рівненської області, на схід від села Новомильськ. 
Площа 146,7 га. Статус присвоєно згідно з рішенням облвиконкому № 343 від 22.11.1983 року (зі змінами згідно з рішенням облвиконкому № 98 від 18.06.1991 р. та рішення обласної ради від 22.04.2011 року № 264). Перебуває у віданні ДП «Рівненський лісгосп» (Здолбунівське лісництво, кв. 16, вид. 1-11, кв. 17, вид. 1-17, 23, 24, кв. 18, кв. 19, кв. 20). 
Заказник створено з метою збереження частини лісового масиву з насадженнями дуба і граба, що зростає на мальовничій пагористій місцевості.

## Зміна статусу
Рішенням обласної ради № 264 від 22.04.2011 року відбулось розширення площі та переведення в статус заповідного урочища з площею 266,7 га.